# Mariam Naigaga
Mariam Naigaga (sinh ngày 22 tháng 5 năm 1979) là một chủ ngân hàng, nhà thống kê và chính trị gia người Uganda. Bà là Đại diện Phụ nữ được bầu cho Quận Namutumba  trong Quốc hội khóa 10 và là thành viên của NRM, đảng chính trị cầm quyền ở Uganda. Bà phục vụ trong Ủy ban Cố vấn đặc biệt về Ngân sách (PACOB) và là thành viên của Ủy ban Ngân sách và Ủy ban Tài chính, Kế hoạch và Phát triển Kinh tế tại Quốc hội.
Naigaga là một thành viên của Diễn đàn Nghị viện về Biến đổi khí hậu (PFCC), Diễn đàn Nghị viện về Trẻ em ở Ucraina (UPFC), Hiệp hội Nghị viện Phụ nữ ở Nhật Bản (UWOPA)  và Diễn đàn Nghị viện về Bảo vệ Xã hội (UPFSP) Ngoài ra, cô còn là tổng thư ký NRM cho quận Namutumba, thủ quỹ của Caucus Nghị viện NRM và thư ký của Caucus Nghị viện Busoga.
Naigaga là cựu giám đốc chi nhánh của Ngân hàng Centenary, nơi bà làm việc trong khoảng thời gian mười ba năm từ 2003 đến 2015 khi bà từ chức để tham gia chính trị qua bầu cử. Bà cũng là thành viên của Học viện Ngân hàng và Dịch vụ Tài chính (UIBFS) và Trường Ngân hàng Đông Phi.

## Giáo dục và cuộc sống ban đầu
Naigaga sinh ra ở quận Namutumba, tiểu vùng Busoga, vào ngày 22 tháng 5 năm 1979 trong một gia đình Hồi giáo ở Basoga. Bà học giáo dục tiểu học tại quận Namutumba tại quê nhà, đạt được chứng nhận PLE vào năm 1992.
Naigaga sau đó học tại trường trung học Bugobi để học O-Level, đạt chứng chỉ UCE năm 1996, và sau đó là trường trung học cấp ba St. Mathias Kalemba Nazigo để học A-level và đạt được chứng chỉ UACE vào năm 1998.
Naigaga tiếp tục học tiếp tại Đại học Makerere và tốt nghiệp năm 2002 với bằng Cử nhân Khoa học Thống kê. Với cùng một tổ chức giáo dục đại học trên, bà đã có bằng Thạc sĩ Tài chính vào năm 2011.

## Sự nghiệp
Sau khi có bằng cử nhân, Naigaga có được việc làm tại Ngân hàng Centenary nơi bà đã phục vụ trong mười ba năm từ 2003 đến 2015, và có được kiến thức sâu rộng về quản lý tài chính trong quá trình này. Bà bắt đầu làm nhân viên ngân hàng từ năm 2003 đến 2007. Sau đó, bà được đề bạt làm giám sát viên chi nhánh, một vị trí mà bà đã nắm giữ đến năm 2009 khi bà được thăng chức thành trợ lý giám đốc chi nhánh vào năm 2009. Năm 2011, bà được nâng lên làm giám đốc chi nhánh cho đến khi từ chức năm 2015 để tham gia chính trị.